# CW-complexo
Em topologia e geometria, um complexo celular ou CW-complexo é um tipo de espaço topológico que de certa maneira se assemelha a uma variedade topológica. São espaços muito utilizados em topologia (especialmente em topologia algébrica) e em geometria diferencial. As letras CW significam Closure finite-Weak topology , topologia fraca de fechamento finito.